# Bouyon
Bouyon ist eine französische Gemeinde mit 550 Einwohnern (Stand 1. Januar 2022) im Département Alpes-Maritimes in der Region Provence-Alpes-Côte d’Azur. Sie gehört zur zum Arrondissement Grasse und zum Kanton Vence. Die Bewohner nennen sich Bouyonnais.

## Geographie
Bouyon liegt rund 35 Kilometer nordwestlich von Nizza im Regionalen Naturpark Préalpes d’Azur. Das Gemeindegebiet wird vom Flüsschen Bouyon durchquert, das in den Estéron einmündet, der an der nordöstlichen Grenze fließt. Die angrenzenden Gemeinden sind Gilette im Nordosten, Le Broc im Südosten, Bézaudun-les-Alpes im Südwesten und Les Ferres im Nordwesten.

## Bevölkerungsentwicklung
| Jahr      | 1962 | 1968 | 1975 | 1982 | 1990 | 1999 | 2008 | 2014 |
| --------- | ---- | ---- | ---- | ---- | ---- | ---- | ---- | ---- |
| Einwohner | 288  | 157  | 202  | 229  | 243  | 352  | 460  | 489  |

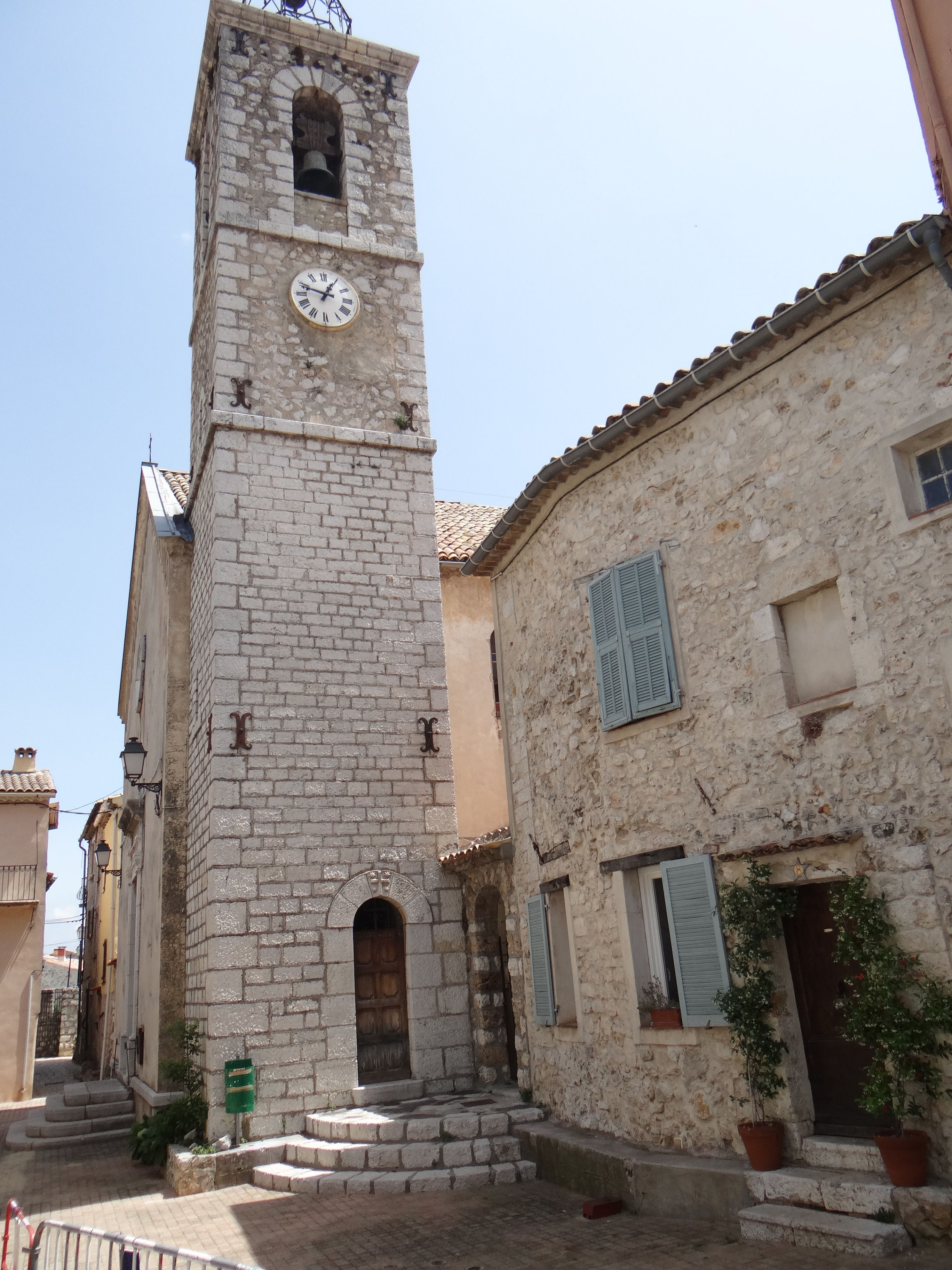
Kirche Saint-Trophime et Notre-Dame
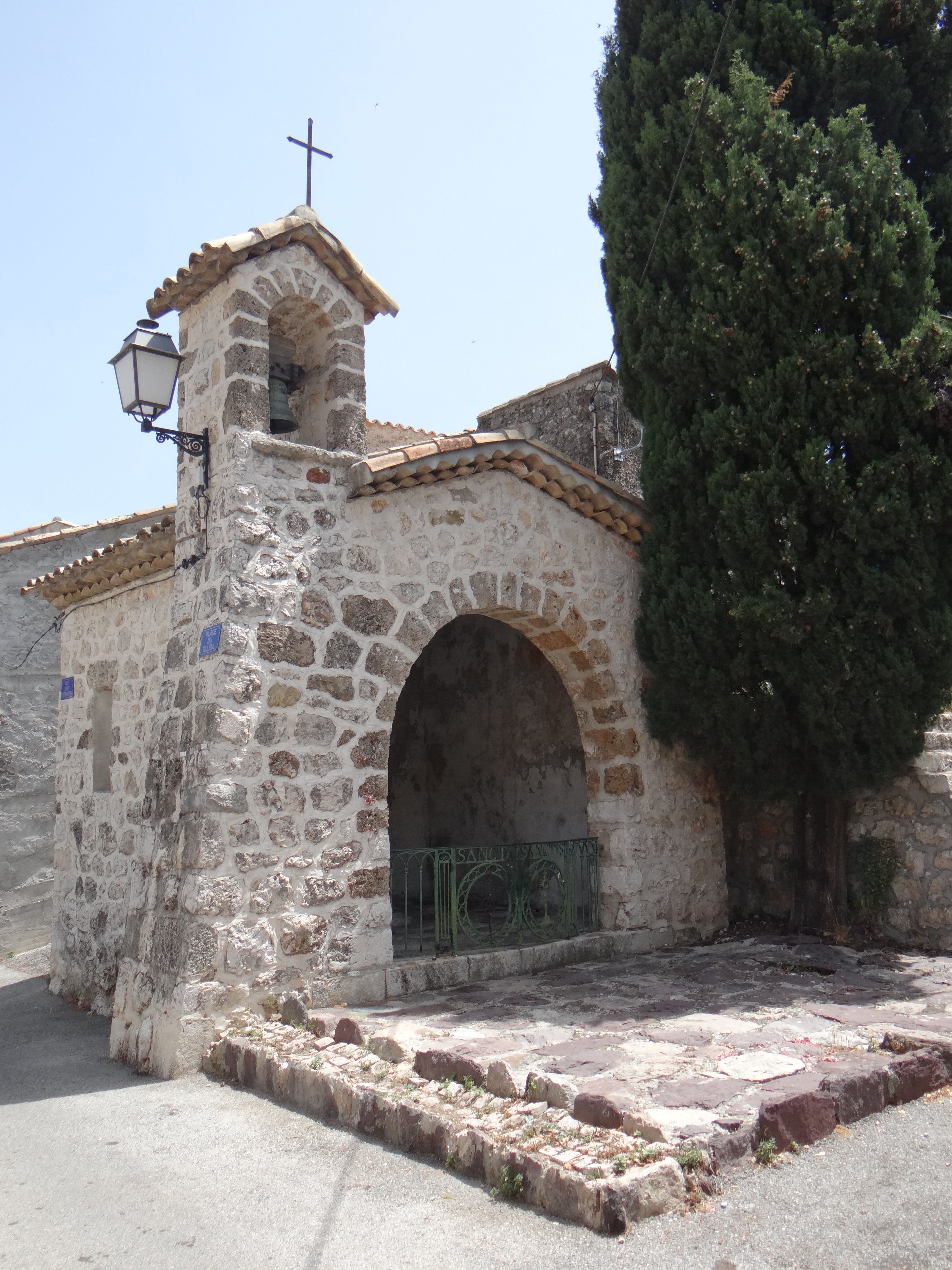
Kapelle Saint-Bernardin

## Sehenswürdigkeiten
Siehe: Liste der Monuments historiques in Bouyon